# Tennis Masters Cup 2004 – mužská dvouhra
Soutěže mužské dvouhry na houstonském Tennis Masters Cupu 2004 se zúčastnilo osm nejlepších tenistů v klasifikaci žebříčku ATP. Podruhé vyhrál obhájce titulu a první hráč světa Roger Federer ze Švýcarska.
Federer opanoval všechny tři duely červené skupiny, když porazil úřadujícího šampióna French Open Gastona Gaudiu, Lleytona Hewitta a nakonec i Carlose Moyu. Po výhře šesti ze sedmi setů jej v semifinále vyzval Marat Safin. První sadu si připsal 6–3. Ve druhé oba tenisté předvedli rekordně dlouhý tiebreak, jenž trval 27 minut a skončil vítězstvím Švýcara v poměru 20–18. Třiceti osmi míči tak vyrovnali zápis dvou nejdelších zkrácených her v historii tenisu, které se odehrály mezi Borgem a Lallem ve Wimbledonu 1973 a podruhé mezi Ivaniševićem a Nestorem na US Open 1993.
Ve finále stál proti Federerovi pošesté v roce postavil Australan Lleyton Hewitt a pošesté z utkání odešel poražen, tentokrát výsledkem 6-3, 6-2. Třináctým titulem ATP za sebou se tak Švýcar odpoutal od rekordních dvanácti trofejí, jež do té chvíle sdílel s Borgem a McEnroem.

## Nasazení hráčů
1. Roger Federer (vítěz)
2. Andy Roddick (semifinále)
3. Lleyton Hewitt (finále)
4. Marat Safin (semifinále)
5. Carlos Moyà (základní skupina)
6. Guillermo Coria (základní skupina)
7. Tim Henman (základní skupina)
8. Gastón Gaudio (základní skupina)

## Soutěž
| Legenda                                                       |                                                                        |                                                   |
| - Q – kvalifikant - WC – divoká karta - LL – šťastný poražený | - Alt – náhradník - SE – zvláštní výjimka - PR/SR – žebříčková ochrana | - w/o – bez boje - r – skreč - d – diskvalifikace |

### Finálová fáze
|  | Semifinále | Semifinále    | Semifinále     | Semifinále | Semifinále |                |               | Finále | Finále | Finále | Finále | Finále |
|  |            |               |                |            |            |                |               |        |        |        |        |        |
|  | 1          | Roger Federer | 6              | 720        |            |                |               |        |        |        |        |        |
|  | 4          | Marat Safin   | 3              | 618        |            |                |               |        |        |        |        |        |
|  | 4          | Marat Safin   | 3              | 618        |            | 1              | Roger Federer | 6      | 6      |        |        |        |
|  |            |               |                |            |            | 1              | Roger Federer | 6      | 6      |        |        |        |
|  |            | 3             | Lleyton Hewitt | 3          | 2          |                |               |        |        |        |        |        |
|  | 3          | 3             | Lleyton Hewitt | 3          | 2          | Lleyton Hewitt | 6             | 6      |        |        |        |        |
|  | 3          |               |                |            |            | Lleyton Hewitt | 6             | 6      |        |        |        |        |
|  | 2          | Andy Roddick  | 3              | 2          |            |                |               |        |        |        |        |        |

### Červená skupina
|   |                | Federer       | Hewitt             | Moyá               | Gaudio        | Zápasy | Sety | Hry   | Pořadí |
| 1 | Roger Federer  |               | 6–3, 6–4           | 6–3, 3–6, 6–3      | 6–1, 7–6(7–4) | 3–0    | 6–1  | 40–26 | 1      |
| 3 | Lleyton Hewitt | 3–6, 4–6      |                    | 6–7(5–7), 6–2, 6–4 | 6–2, 6–1      | 2–1    | 4–3  | 37–28 | 2      |
| 5 | Carlos Moyà    | 3–6, 6–3, 3–6 | 7–6(7–5), 2–6, 4–6 |                    | 6–3, 6–4      | 1–2    | 4–4  | 37–40 | 3      |
| 8 | Gastón Gaudio  | 1–6, 6–7(4–7) | 2–6, 1–6           | 3–6, 4–6           |               | 0–3    | 0–6  | 17–37 | 4      |

Pořadí bude určeno na základě následujících kritérií: 1) počet vyhraných utkání; 2) počet odehraných utkání; 3) vzájemný poměr utkání u dvou hráčů se stejným počtem výher; 4) procento vyhraných setů, procento vyhraných her u třech hráčů se stejným počtem výher, poté poměr vzájemných utkání 5) postavení na žebříčku ATP.

### Modrá skupina
|   |                 | Roddick            | Safin              | Coria         | Henman        | Zápasy | Sety | Hry   | Pořadí |
| 2 | Andy Roddick    |                    | 7–6(9–7), 7–6(7–4) | 7–6(7–4), 6–3 | 7–5, 7–6(8–6) | 3–0    | 6–0  | 41–32 | 1      |
| 4 | Marat Safin     | 6–7(7–9), 6–7(4–7) |                    | 6–1, 6–4      | 6–2, 7–6(7–2) | 2–1    | 4–2  | 37–27 | 2      |
| 6 | Guillermo Coria | 6–7(4–7), 3–6      | 1–6, 4–6           |               | 2–6, 2–6      | 0–3    | 0–6  | 18–37 | 4      |
| 7 | Tim Henman      | 5–7, 6–7(6–8)      | 2–6, 6–7(2–7)      | 6–2, 6–2      |               | 1–2    | 2–4  | 31–31 | 3      |

Pořadí bude určeno na základě následujících kritérií: 1) počet vyhraných utkání; 2) počet odehraných utkání; 3) vzájemný poměr utkání u dvou hráčů se stejným počtem výher; 4) procento vyhraných setů, procento vyhraných her u třech hráčů se stejným počtem výher, poté poměr vzájemných utkání 5) postavení na žebříčku ATP.